# 矢野太一
矢野 太一（やの たいち、1997年5月17日 - ）は、日本の俳優（元・子役）である。スマイルモンキー所属。

## 人物・経歴
好きなスポーツ：空手、野球
趣味・特技：舞台観劇、人を笑わせる
2005年に舞台でデビュー。
2007年から毎年『リンカーン』に出演し、芸人大運動会の時は、進行アナウンスを担当していた。

## 出演

### テレビドラマ
- 土曜ワイド劇場「法医学教室の事件ファイル豪華クルーザー殺人パーティー」（2008年5月10日、テレビ朝日）

### バラエティー
- リンカーン「超炎天下で命がけの芸人世界陸上ってどんだけぇ～SP」（2007年、TBS）
- リンカーン「芸人大運動会」（2008年8月12日・2009年10月13日、TBS）
- めちゃ×2イケてるッ!（2008年、フジテレビ）
- あらびき団（2009年、TBS）

### インターネットテレビ
- 電報日和　第3話「仲間へのメッセージ」[1]（2011年11月4日 - 、フジテレビ） - 長谷川圭 役

### CM
- セガ「ファンタシースターZERO」（2009年）
- バンダイナムコゲームス「プロ野球ファミスタDS2009」（2009年）

### 映画
- 20世紀少年（2008年）　- モンちゃん（幼少） 役

### 舞台出演
- 旧明治座「初蕾」（2005年）　- 小太郎 役
- 明治座「細雪」（2005年）　- 輝雄 役
- 小林幸子公演「代書屋お幸奮闘記 幸せとどけます」（2006年）　- 亀太郎 役
- 京都南座「喜劇 あぁ 離婚」（2006年）　- 崎田隆 役
- ブロードウェイミュージカル「タイタニック」（2007年）　- ジャック・セイヤー 役